# Kongregacija (Rimska kurija)
Kongregacija ili Sveti kardinalski zbor (lat. Sacræ Cardinalium Congregationes) bila je ustrojbena jedinica Rimske kurije u obliku povjerenstva koje je na raspolaganju imalo radna sredstva, urede i službe. Do reforme Kurije pape Franje 2022., bila je drugo tijelo po važnosti, odmah iza Tajništva. Franjinom reformom Praedicate Evangelium kongregacije su postale dikasteriji.
Koncepcija kongregacije nije imala sličnosti s drugima u državnoj upravi. Mogla se usporediti s vlašću ministra jednog ministarstva i odgovarajuće parlamentarne komisije, koja utvrđuje njezinu politiku. U rimskoj kongregaciji razlikuju se vijeća (komisije), koja su u početku tvorili kardinali, a koja od reforme Kurije pape Pavla VI. 1967. nekoliko biskupa s raznih kontinenata, i dikasterije u pravom smislu riječi tj. odjele. Članovi komisije sastajali su se redovito jednom tjedno točno određenim danom. Na čelu je svake kongregacije bio kardinal prefekt koji se imenovao na pet godina, kao i svi dužnosnici Kurije, koji ima za pomoćnika jednoga tajnika, nadbiskupa, i jednoga ili dvojicu podtajnika. Odjeli kongregacija, odnosno osoblje, više ili manje brojno, međusobno su se vrlo razlikovali. Svaka kongregacija imala je određeni broj savjetnika, prelata, svećenika, redovnika ili laika, koji su zapravo stručnjaci za pojedina područja i koji su davali, uglavnom pisano mišljenje o raznim pitanjima.

## Devet rimskih kongregacija
- Kongregacija za nauk vjere ima za cilj očuvanje katoličke vjere i morala. Ona preispituje nova učenja i, po potrebi ih prosuđuje. Nadležna je za pitanja discipline na određenom broju područja. Toj kongregaciji pridruženi su Međunarodna teološka komisija i Papinska komisija za reviziju i dopunu Vulgate (latinska Biblija).

- Kongregacija za biskupe zadužena je za rješavanje svih problema biskupa i biskupija, osim onih koje ovise o kongregacijama za Istočnu crkvu i za evangelizaciju naroda. Ona priprema biskupska imenovanja, osim u nekolicini zemalja (npr. Francuskoj). Ona je posrednik između biskupskih konferencija i Kurije. Toj kongregaciji pridruženi su Komisija za Latinsku Ameriku i Komisija za emigrante i raseljene.

- Kongregacija za Istočne Crkve u potpunosti je odgovorna za sve biskupije raznih istočnih obreda (antiohijskog, aleksandrijskog, bizantskog). O toj kongregaciji ovise Papinski institut za orijentalne studije, Institut sv. Ivan Damaščanski za istočne svećenike koji studiraju u Rimu i pet kolegija za Armence, Etiopljane, Grke, Ruse i Ukrajince.

- Kongregacija za kler ima trostruku zadaću; bdjeti nad svetošću i disciplinom klera, nadzirati i poticati katehezu, tj. vjersko obrazovanje kršćana, pratiti probleme koji su povezani s materijalnom zbrinutošću klera i s upravljenjem crkvenih dobara.

- Kongregacija za ustanove posvećenog života i družbe apostolskog života nadležna je za sve redovnike i redovnice. Ona osniva, mijenja ili ukida redove i družbe, nadzire njihovu disciplinu, te rješava različite probleme.

- Kongregacija za evangelizaciju naroda ima zadaću da upravlja i koordinira misijskim apostolatom. Kongregacija potiče, upravlja ili nadzire određeni broj pridruženih tijela, kao što su:
  - Komisija za teologiju, duhovnost i misijsku animaciju;
  - Komisija za kontrolu biskupskih konferencija, osnivanje i uređenje vjerskih ustanova i sjemeništa;
  - Pastoralna komisija za proučavanje pastoralnih načela i metoda koje se tiču misijske djelatnosti i suradnje;
  - Komisija za katehezu i vjeroučitelje
  - Vijeće papinskih djela za širenje vjere;
  - Više vijeće djela za širenje vjere;
  - Više vijeće Zaklade sv. Petra Apostola za domorodačka sjemeništa;
  - Više vijeće Misijske zaklade klera;
  - Više vijeće Zaklade sv. Djetinjstva;
  - Međunardona agencija za tisak "FIDES".

- Kongregacija za bogoštovlje i sakramente osnovana je 1975. stapanjem Kongregacije za sakramente i Kongregacije za Božanski kult. Bdije nad poštovanjem stegovnih pravila pri djeljenju sakramenata.

- Kongregacija za kauze svetaca ispituje, ponekad i stoljećima, djela i zasluge muškaraca i žena koji su svojim vrlinama i čudima zaslužili, da se uvrste u svece. Komisija raspolaže povijesno-hagiografskom službom.

- Kongregacija za katolički odgoj vodi brigu o sjemeništima, sveučilištima i nesveučilišnim obrazovnim ustanovama. O toj kongregaciji ovisi Papinsko djelo za svećenička zvanja.

## Vanjske poveznice
| Portal:Kršćanstvo | Portal: Kršćanstvo |

- Službene stranice Svete stolice